# بوبي هنت
بوبي هنت (بالإنجليزية: Bobby Hunt)‏ (1 أكتوبر 1942 بكولشيستر في المملكة المتحدة - ) هو لاعب كرة قدم بريطاني في مركز الهجوم. لعب مع إيبسويتش تاون وتشارلتون أثلتيك وكولتشستر يونايتد ونادي ريدنغ ونادي ميلوول ونادي نورثامبتون تاون وميدستون يونايتد.